# Unión de Irimo
Irimo fue una unión de la provincia española de Guipúzcoa que aglutinaba las localidades de Anzuola y Villarreal de Urrechua.

## Historia
La unión, que aglutinaba las villas de Anzuola y Villarreal de Urrechua, se formó mediante una escritura de concordia en 1696. El título lo debía al cercano monte de Irimo. El acuerdo se fue renovando; la última renovación, por diez años, llegó en abril de 1745, y a la conclusión se disolvió la unión. Aparece descrita en el Diccionario histórico-geográfico-descriptivo de los pueblos, valles, partidos, alcaldías y uniones de Guipúzcoa (1862) de Pablo de Gorosábel con las siguientes palabras:

IRIMO: antigua union de las villas de Anzuola y Villarreal: llamada así por razon del elevado monte del mismo nombre existente entre ambas poblaciones. Esta hermandad se formó en virtud de escritura de concordia que otorgaron en 24 de setiembre de 1696 para tiempo de diez años, con el objeto de que nombrasen alternativamente el representante comun de las juntas generales y particulares de la provincia en obviacion de dietas. A la expiracion de este convenio se renovó para otros nueve años, mediante escritura otorgada en el año de 1706; y á la conclusion de estos por la de 28 de marzo de 1716 para diez mas. Tuvo nueva prorogacion para igual tiempo por la que pasó en el año de 1727, y otra vez en 25 de abril de 1745. Cumplido el tiempo señalado en esta última escritura, quedó disuelta la union de Irimo, y los dos pueblos que la companían nombraron en adelante sus procuradores separadamente.
(Gorosábel, 1862, p. 236)